# Selección de fútbol de Kuwait
La selección de fútbol de Kuwait es el equipo representativo de Kuwait en las competencias oficiales y está controlado por la Asociación de Fútbol de Kuwait. Llegaron a una Copa Mundial de Fútbol, en 1982, empatando con Checoslovaquia, pero perdiendo con Inglaterra y Francia.
Los mayores logros de la selección los consiguieron en la década de los 80 siendo sus mejores éxitos luchando por la Copa Asiática, alcanzando las finales en 1976 y ganador del trofeo como local en 1980 además de la clasificación a la Copa Mundial de Fútbol de 1982.
Posteriormente el nivel de la selección fue decayendo no obstante en cuanto a la Copa del Golfo siguió obteniendo títulos y buenos resultados. Luego de una larga mala racha volvió a obtener el título en 2010.
La escuadra es considerada como prometedora en el escenario continental, habiendo dejado en el camino a la China en la clasificatoria para la Copa Mundial de Fútbol de 2006.
La Selección de Kuwait fue suspendida por la FIFA, después de la reunión del comité ejecutivo de la entidad el 24 de octubre de 2008, porque aún no se han realizado las elecciones internas de la Federación.

## Estadísticas

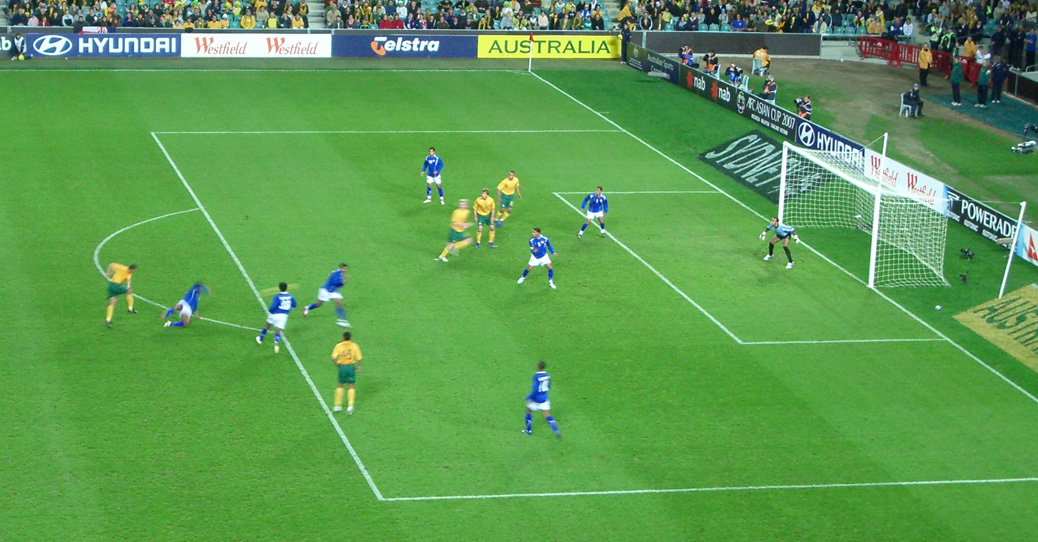
Australia-Kuwait en el Aussie Stadium, 16 de agosto de 2006.

### Copa Mundial de Fútbol
| Copa Mundial de Fútbol | Copa Mundial de Fútbol  | Copa Mundial de Fútbol  | Copa Mundial de Fútbol  | Copa Mundial de Fútbol  | Copa Mundial de Fútbol  | Copa Mundial de Fútbol  | Copa Mundial de Fútbol  |
| Año                    | Ronda                   | J                       | G                       | E                       | P                       | GF                      | GC                      |
| ---------------------- | ----------------------- | ----------------------- | ----------------------- | ----------------------- | ----------------------- | ----------------------- | ----------------------- |
| 1930 - 1958            | No existía la selección | No existía la selección | No existía la selección | No existía la selección | No existía la selección | No existía la selección | No existía la selección |
| 1962 - 1970            | No participó            | No participó            | No participó            | No participó            | No participó            | No participó            | No participó            |
| 1974                   | No clasificó            | No clasificó            | No clasificó            | No clasificó            | No clasificó            | No clasificó            | No clasificó            |
| 1978                   | No clasificó            | No clasificó            | No clasificó            | No clasificó            | No clasificó            | No clasificó            | No clasificó            |
| 1982                   | Primera ronda           | 3                       | 0                       | 1                       | 2                       | 2                       | 6                       |
| 1986                   | No clasificó            | No clasificó            | No clasificó            | No clasificó            | No clasificó            | No clasificó            | No clasificó            |
| 1990                   | No clasificó            | No clasificó            | No clasificó            | No clasificó            | No clasificó            | No clasificó            | No clasificó            |
| 1994                   | No clasificó            | No clasificó            | No clasificó            | No clasificó            | No clasificó            | No clasificó            | No clasificó            |
| 1998                   | No clasificó            | No clasificó            | No clasificó            | No clasificó            | No clasificó            | No clasificó            | No clasificó            |
| 2002                   | No clasificó            | No clasificó            | No clasificó            | No clasificó            | No clasificó            | No clasificó            | No clasificó            |
| 2006                   | No clasificó            | No clasificó            | No clasificó            | No clasificó            | No clasificó            | No clasificó            | No clasificó            |
| 2010                   | No clasificó            | No clasificó            | No clasificó            | No clasificó            | No clasificó            | No clasificó            | No clasificó            |
| 2014                   | No clasificó            | No clasificó            | No clasificó            | No clasificó            | No clasificó            | No clasificó            | No clasificó            |
| 2018                   | Descalificado           | Descalificado           | Descalificado           | Descalificado           | Descalificado           | Descalificado           | Descalificado           |
| 2022                   | No clasificó            | No clasificó            | No clasificó            | No clasificó            | No clasificó            | No clasificó            | No clasificó            |
| 2026                   | No clasificó            | No clasificó            | No clasificó            | No clasificó            | No clasificó            | No clasificó            | No clasificó            |
| 2030                   | Por disputarse          | Por disputarse          | Por disputarse          | Por disputarse          | Por disputarse          | Por disputarse          | Por disputarse          |
| 2034                   | Por disputarse          | Por disputarse          | Por disputarse          | Por disputarse          | Por disputarse          | Por disputarse          | Por disputarse          |
| Total                  | 1/23                    | 3                       | 0                       | 1                       | 2                       | 2                       | 6                       |

### Copa Asiática
| Copa Asiática | Copa Asiática           | Copa Asiática           | Copa Asiática           | Copa Asiática           | Copa Asiática           | Copa Asiática           | Copa Asiática           |
| Año           | Ronda                   | J                       | G                       | E                       | P                       | GF                      | GC                      |
| ------------- | ----------------------- | ----------------------- | ----------------------- | ----------------------- | ----------------------- | ----------------------- | ----------------------- |
| 1956          | No existía la selección | No existía la selección | No existía la selección | No existía la selección | No existía la selección | No existía la selección | No existía la selección |
| 1960          | No existía la selección | No existía la selección | No existía la selección | No existía la selección | No existía la selección | No existía la selección | No existía la selección |
| 1964          | No participó            | No participó            | No participó            | No participó            | No participó            | No participó            | No participó            |
| 1968          | Se retiró               | Se retiró               | Se retiró               | Se retiró               | Se retiró               | Se retiró               | Se retiró               |
| 1972          | Fase de grupos          | 2                       | 1                       | 0                       | 1                       | 2                       | 5                       |
| 1976          | Subcampeón              | 4                       | 3                       | 0                       | 1                       | 6                       | 3                       |
| 1980          | Campeón                 | 6                       | 4                       | 1                       | 1                       | 13                      | 6                       |
| 1984          | Tercer lugar            | 6                       | 3                       | 1                       | 2                       | 5                       | 4                       |
| 1988          | Fase de grupos          | 4                       | 0                       | 3                       | 1                       | 2                       | 3                       |
| 1992          | No clasificó            | No clasificó            | No clasificó            | No clasificó            | No clasificó            | No clasificó            | No clasificó            |
| 1996          | Cuarto lugar            | 6                       | 2                       | 1                       | 3                       | 9                       | 6                       |
| 2000          | Cuartos de final        | 6                       | 2                       | 1                       | 3                       | 9                       | 6                       |
| 2004          | Fase de grupos          | 3                       | 1                       | 0                       | 2                       | 3                       | 7                       |
| 2007          | No clasificó            | No clasificó            | No clasificó            | No clasificó            | No clasificó            | No clasificó            | No clasificó            |
| 2011          | Fase de grupos          | 3                       | 0                       | 0                       | 3                       | 1                       | 7                       |
| 2015          | Fase de grupos          | 3                       | 0                       | 0                       | 3                       | 1                       | 6                       |
| 2019          | Descalificado           | Descalificado           | Descalificado           | Descalificado           | Descalificado           | Descalificado           | Descalificado           |
| 2023          | No clasificó            | No clasificó            | No clasificó            | No clasificó            | No clasificó            | No clasificó            | No clasificó            |
| 2027          | Clasificado             | Clasificado             | Clasificado             | Clasificado             | Clasificado             | Clasificado             | Clasificado             |
| Total         | 11/19                   | 43                      | 16                      | 7                       | 20                      | 51                      | 53                      |

## Torneos regionales

### Campeonato de la WAFF
| Campeonato de la WAFF | Campeonato de la WAFF | Campeonato de la WAFF | Campeonato de la WAFF | Campeonato de la WAFF | Campeonato de la WAFF | Campeonato de la WAFF | Campeonato de la WAFF |
| Año                   | Ronda                 | J                     | G                     | E                     | P                     | GF                    | GC                    |
| --------------------- | --------------------- | --------------------- | --------------------- | --------------------- | --------------------- | --------------------- | --------------------- |
| 2000                  | No participó          | No participó          | No participó          | No participó          | No participó          | No participó          | No participó          |
| 2002                  | No participó          | No participó          | No participó          | No participó          | No participó          | No participó          | No participó          |
| 2004                  | No participó          | No participó          | No participó          | No participó          | No participó          | No participó          | No participó          |
| 2007                  | No participó          | No participó          | No participó          | No participó          | No participó          | No participó          | No participó          |
| 2008                  | No participó          | No participó          | No participó          | No participó          | No participó          | No participó          | No participó          |
| 2010                  | Campeón               | 4                     | 2                     | 2                     | 0                     | 7                     | 5                     |
| 2012                  | Fase de grupos        | 3                     | 2                     | 0                     | 1                     | 4                     | 4                     |
| 2014                  | Cuarto lugar          | 4                     | 1                     | 1                     | 2                     | 3                     | 5                     |
| 2019                  | Fase de grupos        | 3                     | 1                     | 1                     | 1                     | 3                     | 3                     |
| 2023                  | Clasificado           | Clasificado           | Clasificado           | Clasificado           | Clasificado           | Clasificado           | Clasificado           |
| Total                 | 5/10                  | 14                    | 6                     | 4                     | 4                     | 17                    | 17                    |

### Campeonato de la SAFF
| Campeonato de la SAFF | Campeonato de la SAFF | Campeonato de la SAFF | Campeonato de la SAFF | Campeonato de la SAFF | Campeonato de la SAFF | Campeonato de la SAFF | Campeonato de la SAFF |
| Año                   | Ronda                 | J                     | G                     | E                     | P                     | GF                    | GC                    |
| --------------------- | --------------------- | --------------------- | --------------------- | --------------------- | --------------------- | --------------------- | --------------------- |
| 1993 - 2021           | No participó          | No participó          | No participó          | No participó          | No participó          | No participó          | No participó          |
| 2023                  | Subcampeón            | 5                     | 3                     | 2                     | 0                     | 10                    | 3                     |
| Total                 | 1/14                  | 5                     | 3                     | 2                     | 0                     | 10                    | 3                     |

### Copa de Naciones del Golfo
| Copa de Naciones del Golfo | Copa de Naciones del Golfo | Copa de Naciones del Golfo | Copa de Naciones del Golfo | Copa de Naciones del Golfo | Copa de Naciones del Golfo | Copa de Naciones del Golfo | Copa de Naciones del Golfo |
| Año                        | Ronda                      | J                          | G                          | E                          | P                          | GF                         | GC                         |
| -------------------------- | -------------------------- | -------------------------- | -------------------------- | -------------------------- | -------------------------- | -------------------------- | -------------------------- |
| 1970                       | Campeón                    | 3                          | 3                          | 0                          | 0                          | 10                         | 4                          |
| 1972                       | Campeón                    | 3                          | 2                          | 1                          | 0                          | 14                         | 2                          |
| 1974                       | Campeón                    | 4                          | 4                          | 0                          | 0                          | 16                         | 0                          |
| 1976                       | Campeón                    | 7                          | 5                          | 2                          | 0                          | 26                         | 7                          |
| 1979                       | Subcampeón                 | 6                          | 4                          | 1                          | 1                          | 15                         | 4                          |
| 1982                       | Campeón                    | 5                          | 4                          | 0                          | 1                          | 8                          | 2                          |
| 1984                       | Sexto lugar                | 6                          | 1                          | 2                          | 3                          | 4                          | 8                          |
| 1986                       | Campeón                    | 6                          | 5                          | 1                          | 0                          | 11                         | 4                          |
| 1988                       | Quinto lugar               | 6                          | 1                          | 2                          | 3                          | 3                          | 4                          |
| 1990                       | Campeón                    | 4                          | 3                          | 1                          | 0                          | 10                         | 2                          |
| 1992                       | Quinto lugar               | 5                          | 2                          | 0                          | 3                          | 5                          | 8                          |
| 1994                       | Quinto lugar               | 5                          | 1                          | 1                          | 3                          | 2                          | 6                          |
| 1996                       | Campeón                    | 5                          | 4                          | 0                          | 1                          | 7                          | 4                          |
| 1998                       | Campeón                    | 5                          | 4                          | 0                          | 1                          | 18                         | 5                          |
| 2002                       | Tercer lugar               | 5                          | 1                          | 2                          | 2                          | 4                          | 6                          |
| 2003                       | Sexto lugar                | 6                          | 1                          | 2                          | 3                          | 6                          | 9                          |
| 2004                       | Cuarto lugar               | 5                          | 2                          | 1                          | 2                          | 7                          | 7                          |
| 2007                       | Fase de grupos             | 3                          | 0                          | 1                          | 2                          | 4                          | 6                          |
| 2009                       | Semifinal                  | 4                          | 1                          | 2                          | 1                          | 2                          | 2                          |
| 2010                       | Campeón                    | 5                          | 3                          | 2                          | 0                          | 7                          | 2                          |
| 2013                       | Tercer lugar               | 5                          | 3                          | 0                          | 2                          | 9                          | 3                          |
| 2014                       | Fase de grupos             | 3                          | 1                          | 1                          | 1                          | 3                          | 7                          |
| 2017                       | Fase de grupos             | 3                          | 0                          | 1                          | 2                          | 1                          | 3                          |
| 2019                       | Fase de grupos             | 3                          | 1                          | 0                          | 2                          | 6                          | 7                          |
| 2023                       | Fase de grupos             | 3                          | 1                          | 1                          | 1                          | 2                          | 3                          |
| 2024                       | Cuarto lugar               | 4                          | 1                          | 2                          | 1                          | 4                          | 4                          |
| 2026                       | Por definir                | Por definir                | Por definir                | Por definir                | Por definir                | Por definir                | Por definir                |
| Total                      | 26/27                      | 119                        | 58                         | 26                         | 35                         | 204                        | 119                        |

### Copa de Naciones Árabe
| Copa de Naciones Árabe | Copa de Naciones Árabe | Copa de Naciones Árabe | Copa de Naciones Árabe | Copa de Naciones Árabe | Copa de Naciones Árabe | Copa de Naciones Árabe | Copa de Naciones Árabe |
| Año                    | Ronda                  | J                      | G                      | E                      | P                      | GF                     | GC                     |
| ---------------------- | ---------------------- | ---------------------- | ---------------------- | ---------------------- | ---------------------- | ---------------------- | ---------------------- |
| 1963                   | Cuarto lugar           | 4                      | 1                      | 0                      | 3                      | 5                      | 15                     |
| 1964                   | Tercer lugar           | 4                      | 1                      | 1                      | 2                      | 5                      | 5                      |
| 1966                   | Fase de grupos         | 4                      | 0                      | 2                      | 2                      | 8                      | 1                      |
| 1985                   | No participó           | No participó           | No participó           | No participó           | No participó           | No participó           | No participó           |
| 1988                   | Fase de grupos         | 4                      | 1                      | 1                      | 2                      | 2                      | 3                      |
| 1992                   | Tercer lugar           | 4                      | 2                      | 0                      | 2                      | 6                      | 5                      |
| 1998                   | Tercer lugar           | 4                      | 3                      | 0                      | 1                      | 13                     | 4                      |
| 2002                   | Fase de grupos         | 4                      | 1                      | 2                      | 1                      | 6                      | 6                      |
| 2009                   | Cancelado              | Cancelado              | Cancelado              | Cancelado              | Cancelado              | Cancelado              | Cancelado              |
| 2012                   | Fase de grupos         | 2                      | 1                      | 0                      | 1                      | 2                      | 4                      |
| Copa Árabe de la FIFA  |                        |                        |                        |                        |                        |                        |                        |
| 2021                   | No clasificó           | No clasificó           | No clasificó           | No clasificó           | No clasificó           | No clasificó           | No clasificó           |
| Total                  | 8/11                   | 30                     | 10                     | 6                      | 14                     | 47                     | 43                     |

## Resultados
Actualizado al último partido jugado el 10 de junio de 2025
| Fecha      | Ciudad           | Local         | Resultado | Visitante       | Competición                     |
| ---------- | ---------------- | ------------- | --------- | --------------- | ------------------------------- |
| 06-06-2024 | Calcuta          | India         | 0:0       | Kuwait          | Clasificación Copa Mundial 2026 |
| 11-06-2024 | Ciudad de Kuwait | Kuwait        | 1:0       | Afganistán      | Clasificación Copa Mundial 2026 |
| 05-09-2024 | Amán             | Jordania      | 1:1       | Kuwait          | Clasificación Copa Mundial 2026 |
| 10-09-2024 | Ciudad de Kuwait | Kuwait        | 0:0       | Irak            | Clasificación Copa Mundial 2026 |
| 10-10-2024 | Mascate          | Omán          | 4:0       | Kuwait          | Clasificación Copa Mundial 2026 |
| 15-10-2024 | Doha             | Palestina     | 2:2       | Kuwait          | Clasificación Copa Mundial 2026 |
| 14-11-2024 | Ciudad de Kuwait | Kuwait        | 1:3       | Corea del Sur   | Clasificación Copa Mundial 2026 |
| 19-11-2024 | Ciudad de Kuwait | Kuwait        | 1:1       | Jordania        | Clasificación Copa Mundial 2026 |
| 09-12-2024 | Duhail           | Kuwait        | 1:1       | Yemen           | Partido amistoso                |
| 12-12-2024 | Doha             | Kuwait        | 1:2       | Líbano          | Partido amistoso                |
| 15-12-2024 | Mesaieed         | Líbano        | 2:0       | Kuwait          | Partido amistoso                |
| 21-12-2024 | Ciudad de Kuwait | Kuwait        | 1:1       | Omán            | Copa del Golfo 24/25            |
| 24-12-2024 | Ciudad de Kuwait | Kuwait        | 2:1       | Emiratos Árabes | Copa del Golfo 24/25            |
| 27-12-2024 | Ciudad de Kuwait | Kuwait        | 1:1       | Catar           | Copa del Golfo 24/25            |
| 31-12-2024 | Sulaibikhat      | Kuwait        | 0:1       | Baréin          | Copa del Golfo 24/25            |
| 20-03-2025 | Basra            | Irak          | 2:2       | Kuwait          | Clasificación Copa Mundial 2026 |
| 25-03-2025 | Ciudad de Kuwait | Kuwait        | 0:1       | Omán            | Clasificación Copa Mundial 2026 |
| 05-06-2025 | Ciudad de Kuwait | Kuwait        | 0:2       | Palestina       | Clasificación Copa Mundial 2026 |
| 10-06-2025 | Seúl             | Corea del Sur | 4:0       | Kuwait          | Clasificación Copa Mundial 2026 |

## Palmarés

### Selección absoluta
Continental
- Copa Asiática
  -  Campeón (1): 1980.
  -  Subcampeón (1): 1976.
  -  Tercer lugar (1): 1984.

Regional
- Campeonato de la WAFF
  - Campeón (1): 2010.

- Copa de Naciones del Golfo
  - Campeón (10): 1970, 1972, 1974, 1976, 1982, 1986, 1990, 1996, 1998 y 2010.
  - Subcampeón (1): 1979.
  - Tercer lugar (2): 2002 y 2013.

## Jugadores

### Última convocatoria
Lista de jugadores convocados para los partidos de eliminatoria rumbo a la Copa del Mundo 2026 ante Irak y Omán celebrados en marzo de 2025.
| No. | Pos. | Jugador               | Fecha de nacimiento (edad)         | Apa. | Goles | Club       |
| --- | ---- | --------------------- | ---------------------------------- | ---- | ----- | ---------- |
| 1   | POR  | Khaled Al-Rashidi     | 20 de abril de 1987 (38 años)      | 33   | 0     | Al-Qadsia  |
| 22  | POR  | Sulaiman Abdulghafour | 26 de febrero de 1991 (34 años)    | 48   | 0     | Al-Arabi   |
| 23  | POR  | Abdulrahman Al-Fadhli | 23 de marzo de 2001 (24 años)      | 0    | 0     | Al-Salmiya |
|     | POR  | Saud Al-Hoshan        | 18 de marzo de 2000 (25 años)      | 0    | 0     | Al-Kuwait  |
|     |      |                       |                                    |      |       |            |
| 2   | DEF  | Sami Al-Sanea         | 9 de enero de 1993 (32 años)       | 31   | 1     | Al-Kuwait  |
| 3   | DEF  | Muath Al-Dhefiri      | 20 de mayo de 1997 (28 años)       | 6    | 0     | Al-Qadsia  |
| 4   | DEF  | Khalid El Ebrahim     | 28 de agosto de 1992 (32 años)     | 55   | 3     | Al-Qadsia  |
| 5   | DEF  | Fahad Al-Hajeri       | 10 de noviembre de 1991 (33 años)  | 103  | 6     | Al-Kuwait  |
| 12  | DEF  | Hamad Al-Harbi        | 25 de julio de 1992 (33 años)      | 43   | 0     | Kazma      |
| 13  | DEF  | Mohammad Khaled       | 24 de mayo de 1996 (29 años)       | 6    | 0     | Al-Arabi   |
| 15  | DEF  | Jasem Al-Mutar        | 17 de abril de 2006 (19 años)      | 1    | 0     | Al-Qadsia  |
|     | DEF  | Salman Bormeya        | 25 de julio de 1992 (33 años)      | 5    | 0     | Al-Nasr    |
|     |      |                       |                                    |      |       |            |
| 6   | MED  | Sultan Al-Enezi       | 29 de septiembre de 1992 (32 años) | 67   | 0     | Dhofar     |
| 8   | MED  | Ahmed Al-Dhefiri      | 9 de enero de 1992 (33 años)       | 71   | 5     | Al-Kuwait  |
| 10  | MED  | Fawaz Ayedh           | 21 de febrero de 1997 (28 años)    | 32   | 1     | Al-Salmiya |
| 11  | MED  | Eid Al-Rashidi        | 25 de mayo de 1999 (26 años)       | 52   | 3     | Al-Qadsia  |
| 14  | MED  | Khaled Al-Mershed     | 6 de abril de 1999 (26 años)       | 1    | 0     | Al-Arabi   |
| 16  | MED  | Mobarak Al-Faneeni    | 21 de enero de 2000 (25 años)      | 37   | 5     | Al-Qadsia  |
| 18  | MED  | Hussain Ashkanani     | 26 de enero de 2002 (23 años)      | 7    | 0     | Al-Arabi   |
| 19  | MED  | Muath Al-Enezi        | 16 de julio de 2003 (22 años)      | 12   | 1     | Al-Salmiya |
|     | MED  | Redha Hani            | 22 de abril de 1996 (29 años)      | 45   | 1     | Al-Kuwait  |
|     |      |                       |                                    |      |       |            |
| 7   | DEL  | Mohammad Daham        | 17 de febrero de 2000 (25 años)    | 26   | 7     | Al-Kuwait  |
| 9   | DEL  | Ahmad Zanki           | 17 de diciembre de 1995 (29 años)  | 10   | 1     | Al-Kuwait  |
| 17  | DEL  | Fawaz Al-Mubailish    | 8 de enero de 1999 (26 años)       | 1    | 0     | Al-Nasr    |
| 20  | DEL  | Yousef Nasser         | 9 de octubre de 1990 (34 años)     | 121  | 55    | Al-Kuwait  |
| 21  | DEL  | Salman Al-Awadhi      | 21 de mayo de 2001 (24 años)       | 19   | 2     | Al-Arabi   |
|     | DEL  | Faisal Alharbash      | 16 de enero de 1995 (30 años)      | 22   | 1     | Al-Arabi   |